# 俄罗斯空降军第247近卫空中突击团
第247近卫空中突击高加索哥萨克团（俄语：247-й гвардейский десантно-штурмовой Кавказский казачий полк）是俄罗斯陆军的一個空降部隊團，隸屬於南部军区的第7近卫山地空中突击师。該部隊本部位在斯塔夫罗波尔边疆区斯塔夫罗波尔。

## 歷史
1973年2月19日，第21空中突擊旅於庫塔伊西成立，先後投入了第一次車臣戰爭、達吉斯坦戰爭、第二次車臣戰爭及俄格戰爭等戰事。1992年，本部搬遷至斯塔夫罗波尔。1998年5月1日，更名為第247空中突擊團，且成為第7近衛空降師的一部分。
2014年，參與顿巴斯战争的伊洛瓦伊斯克戰役。2022年，該部隊參加2022年俄羅斯入侵烏克蘭，從赫尔松州向尼古拉耶夫州和敖德萨州方向推進，當中團長科斯蒂安廷·弗拉基米羅維奇·齊澤夫斯基上校陣亡。2022年下半年，該部隊部署於赫尔松州防守。2023年7月，第247空中突擊團在旧马约尔斯克與烏克蘭軍隊交戰。2023年9月10日，團長瓦西里·波波夫陣亡。

## 編制
- 團本部
- 第1空中突擊營
- 第2空中突擊營
- 第1空降營
- 自行火砲營
- 反坦克連
- 防空連
- 偵察連
- 工兵連
- 通信連
- 傘兵連
- 後勤連
- 維修連
- 衛生連
- NBC連
- 管理排
- 教官排